# 美泉定山

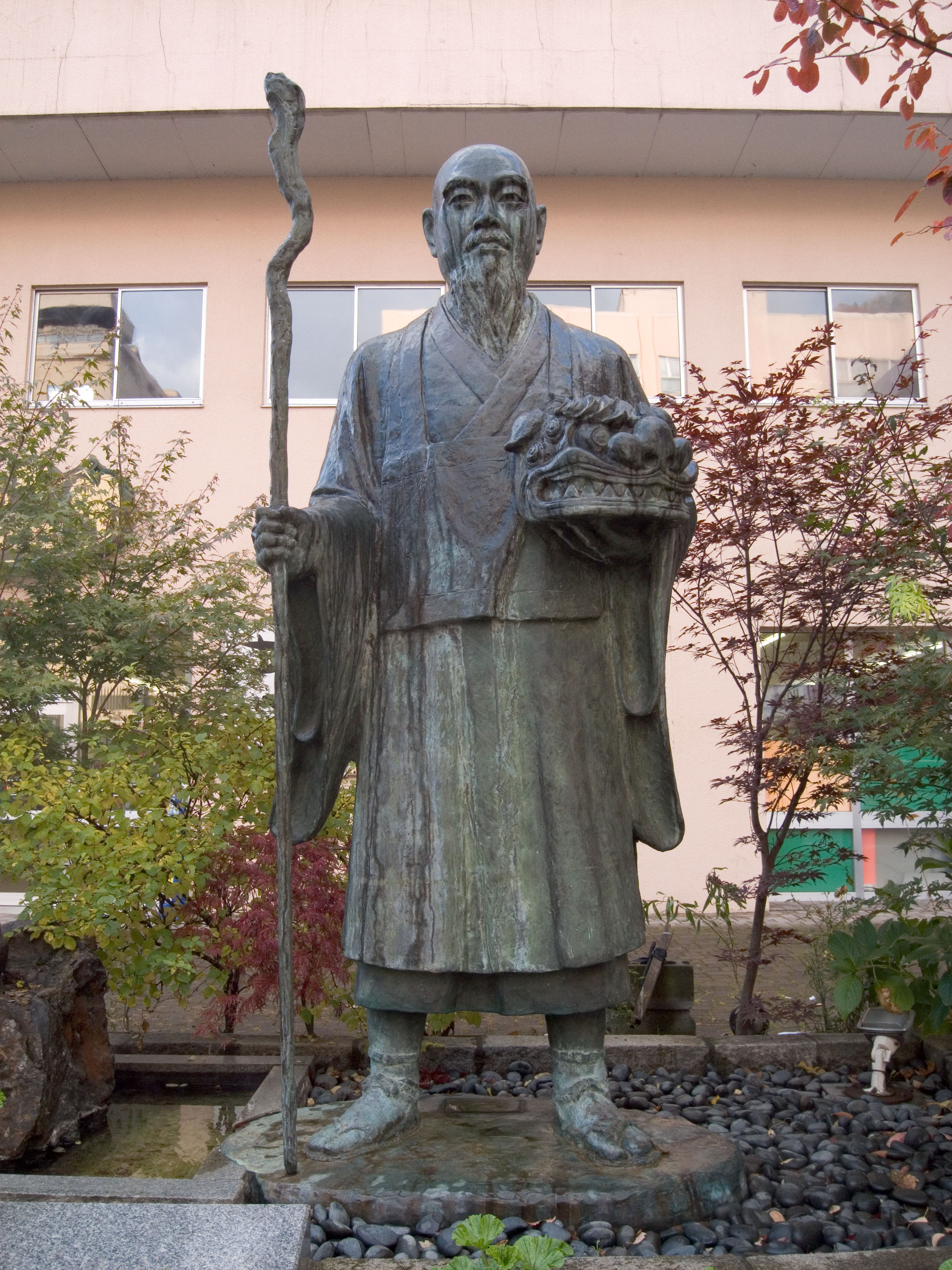
美泉定山の立像（定山渓ホテル前）

美泉 定山（みいずみ じょうざん、文化12年1月7日（1815年2月15日） - 明治10年（1877年）11月4日）は、備前国周匝村（現在の岡山県赤磐市）出身の僧侶である。のちに北海道に渡って広く布教活動を行った。札幌市南区の定山渓は、彼の名に由来する。「美泉」という苗字は明治初期の法律に従うため、定山があえて作った姓である。

## 経歴
文化12年（1815年）、備前国曹洞宗の名刹妙音寺の二男として生まれる。17歳の時に実家を出て、高野山の道場で修行を積んだ後に、北上して仙台、出羽三山、秋田の太平山三吉神社などに滞在し、布教活動を行う。
1853年（嘉永6年）に蝦夷地に渡り、1866年（慶応2年）に張碓（はりうす）から2人のアイヌ人の先導のもと内陸に入り温泉を発見した。この確認された源泉が現在の札幌市南区の定山渓温泉であり、後に湯治場を設けた。この源泉については付近のアイヌが存在を知っており定山を同地に案内した以前に幕末の探検家・松浦武四郎を導き、その紀行文にも1858年（安政5年）に登場する。さらに定山は同地に定山寺を開いている。
1871年（明治4年）、有珠新道（本願寺道路）の検分のため訪れた参議の副島種臣と開拓長官の東久世通禧が常山の湯守の状況を称賛し、この地の渓谷を「常山渓」と命名した。その後、1875年（明治8年）の太政官布告（平民苗字必称義務令）の際、常山は姓を美泉、名を定山と改めたことから表記も「定山渓」となった。

### 平岸街道の整備
明治に入ると青森以南からの入植者が増え、岩手県水沢から引率者の中目文平を含む旧伊達系の62世帯が1871年（明治4年）春に麻畑村（現・平岸）へ入植する。仙台に滞在して修行したことがある定山は、水沢伊達家の旧臣に心を寄せていたと考えられ、実際に札幌と結ぶ平岸街道の整備でたびたび中目を訪ね交流があったこと、中目が定山に妻となる女性を紹介し、交友を深めたことが知られる。この年、開拓使が交代し判官岩村通俊が着任する。定山の先導で整備を終えた平岸街道から定山渓を訪れた岩村は、その人柄を見込んで定山を公式に「湯守り」に任じるよう命じ、定山は現在の月見橋あたりに開いた浴場を管理したという。
平岸街道は、前年に沿岸部から工事が始まった本願寺道路と同年7月に平岸村で連絡する。開拓長官東久世通禧は伊達と札幌間全長100 km 超の開通を視察した機会に定山の温泉地開発の功績をたたえ、「常山渓」（後の定山渓）と命名する。

### 小樽・定山渓を結ぶ道路開削へ
平岸街道整備から5年を経た1876年（明治9年）、定山は来道当初の本拠地であり交易港をかかえる小樽から定山渓へ至る道の開削に着手、測量にあたったが、出資者に借りた工事費では開通に至らなかった。1877年（明治10年）、定山は湯守りの詰所に姿を見せなくなる。張碓の山中で病没したという知らせは定山渓まで届かず、長きに亘って「行方不明」扱いとなっていた。定山の過去帳は1979年、小樽市の正法寺で発見され、死去の経緯が明らかになり法要が行われた。享年63。
定山が果たせなかった小樽と定山渓を結ぶ陸路の整備は、石狩川と豊平川を介する水上交通におされながら、1907年（明治40年）に函館から札幌へ至る旧国道42号の一部区間を小樽経由に変更、現・国道5号のルートがつく。1932年（昭和7年）には北海道道が朝里川温泉と定山渓を結び片道1時間半ほどに縮まった。札幌オリンピックに臨む1972年に札幌市と小樽市を結ぶバイパスの札幌自動車道、1974年（昭和49年）に定山渓ダムを設けると一部区間を付け替え、1989年（平成元年）に小樽内川のせき止めでダム湖をまたぐ有料道路が定山渓に通じる。所要時間は1時間ほどになり、また「定山渓レイクライン」と通称されるように、4月下旬の再開から秋まで沿線の水景が楽しめる。